# زیردریایی کلاس سوجسکا
سابمارین کلاس سوجسکا (به انگلیسی: Sutjeska-class submarine) یک کلاس از زیردریایی است که طول آن ۶۰ متر (۲۰۰ فوت) می‌باشد.